# Вольфельд
Вольфельд (нем. von Wolffeld) — лифляндский дворянский род.
Предки этого рода в конце XIII века выехали из Вестфалии в Лифляндию, затем снова вернулись в Бремен, откуда Детлоф Вольфельд фон-Фельсдорф выехал в половине XV века в Лифляндию. Магнус и Дитрих Вольфельд, служившие в шведской армии, получили от Густава-Адольфа имения в Перновском уезде.

## Описание герба
В голубом поле бегущий обернувшийся волк натурального цвета (бурый).
Щит увенчан дворянским шлемом с серебряно-голубым бурелетом. Нашлемник — возникающий обернувшийся волк натурального цвета, между двух распростертых серебряных орлиных крыльев, обремененных двумя летящими вверх голубыми стрелами. Намет голубой с серебром.